# Јамна култура
Јамна култура (од руске речи яма — „јама“; такође Култура јамног гроба или Култура окерног гроба) је била култура касног бакарног и раног бронзаног доба, чије је матично подручје било око области река Буг, Дњестар и Урал (Понтске степе). Ова култура је датирана у период између 36. и 23. века п. н. е. Јамна култура — или у нашој археолошкој терминологији „Степска култура“ — је била претежно номадска, уз нешто пољопривреде, која се користила уз обале река, а културу је карактерисао и одређен број утврђених брежуљака.

## Карактеристике
Карактеристика културе су погреби у курганима (гробна хумка), односно у јамним гробовима где су телима покојника била савијана колена. Тела су се покривала окером. Више гробова је пронађено у појединим курганима, често додатно ископаним. Значајно је да су се у гробовима налазиле и ритуалне жртве (говеда, свиње, овце, козе и коњи), што је обичај који се повезује са Праиндоевропљанима или Праиндоиранцима.
Претпоставља се да је Јамна култура настала у средњем току реке Волге (Хваљинска култура), односно средњем току Дњепра (култура Средњи Стог). На њеном западном рубу Јамна културу је наследила Култура катакомби, док су је на истоку наследиле култура Полтавка и култура Срубна.
Најстарији остаци точка, односно кола у Источној Европи, пронађени у „Сторожовој мохили“, кургану крај Дњепропетровска у Украјини, ископани од стране О. И. Треножкина, се повезују с Јамна културом.

## Носиоци културе
Јамна култура се идентификује са касним Праиндоевропљанима у курганској хипотези Марије Гимбутас. Она представља једног од кандидата за прадомовину праиндоевропског језика, заједно са културом Средњи Стог, која јој је претходила.
Према другачијем мишљењу, односно хипотези о егзодусу из Индије, Јамна културу су створили Прото-анатолци који су се кретали на запад, прешли Каспијско море и стигли на Балкан око 3000—2000. п. н. е.

## Јамна култура у Србији
На подручју Баната, југоисточне Бачке и Срема је крајем 3. миленијума пре нове ере подигнут велик број хумки, чији су градитељи били носиоци Јамна културе. Ово је био највећи грађевински подухват изведен током праисторије на простору Војводине. Неке од тих хумки досежу висину и преко 10 m, а просечна висина највећег броја хумки је између 3 и 6 m, док им је пречник од 30 до 60 m.
Носиоци Јамна културе чинили су последњи талас индоевропских сеоба током бакарног доба, који је овог пута продро на запад само до десне и леве обале Тисе, где су га према претпоставци зауставила вучедолска племена.